# 헤르츠스프룽-러셀 도표

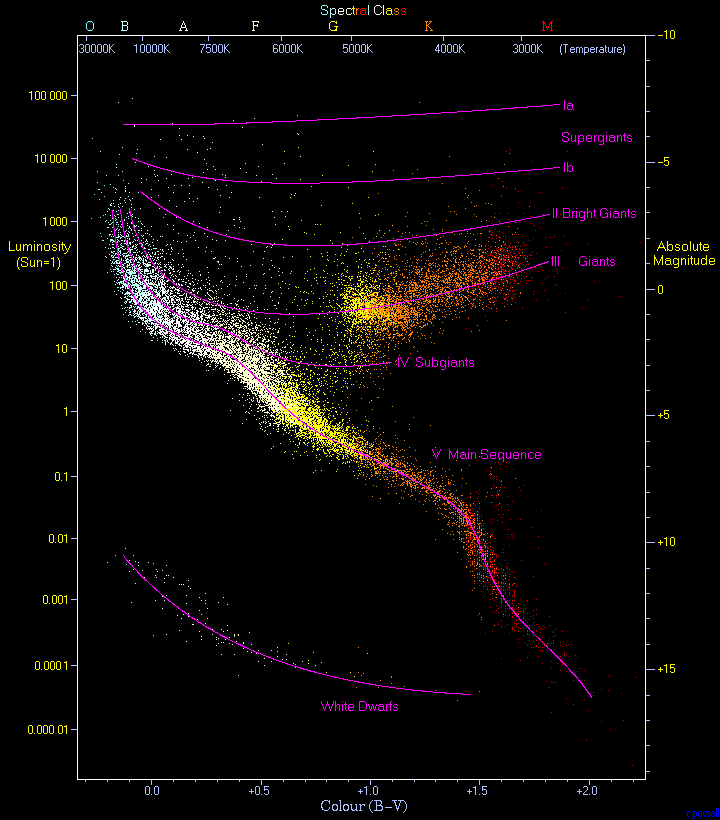
히파르코스 목록의 항성 22,000개, 글리제의 근접 항성 목록의 항성 1,000개를 사용하여 작성한 색등급도. 항성은 색등급도의 특정 지역에만 분포하는 경향이 있다. 가장 두드러지는 지역은 뜨겁고 밝은 왼쪽 위에서 차갑고 어두운 오른쪽 아래로 이어지는 대각선으로, 보통 주계열이라고 부른다. 왼쪽 아래에는 백색왜성, 주계열 위에는 준거성, 거성, 초거성이 존재한다. 태양은 주계열의 1 태양광도(절대등급 4.8), B−V 색지수 0.66(온도 5780K, 분광형 G2V) 지역에 위치한다.

헤르츠스프룽-러셀 도표(영어: Hertzsprung–Russell diagram 헤르츠스프룽-러셀 다이어그램[*], 문화어: 헤르쯔슈프룽-라쎌도표, H-R도 또는 HR도)는 항성천문학에서 항성의 절대등급(광도)과 표면온도(분광형)의 관계를 나타낸 산점도이며, 항성진화 연구에 큰 디딤돌이 되었다. 이름은 1911년 도표를 고안한 아이나르 헤르츠스프룽과 헨리 노리스 러셀에서 따 왔다.

## 역사적 배경
19세기 하버드 대학교 천문대에서는 사진을 이용한 대규모 항성 분광 연구를 진행하고 있었으며, 이 과정에서 항성 다수의 분광형이 측정되어 헨리 드레이퍼 목록으로 집대성되었다. 헨리 드레이퍼 목록의 한 부분에는 안토니아 모리가 항성을 스펙트럼선의 두께로 분류해둔 연구가 실렸는데, 아이나르 헤르츠스프룽은 분광형이 같은 항성 중에서 스펙트럼선이 얇을수록 고유운동의 값이 적음을 눈치채고, 스펙트럼선이 얇을수록 광도가 큰 별이라고 가정한 후 항성 일부의 영년 시차를 계산하여 절대등급을 추정하였다.
1910년 헨리 노리스 러셀은 플레이아데스 성단에 있는 항성의 겉보기등급과 칼슘 K선 및 수소 발머선을 대비하는 도표를 발표했다. 당시 항성의 스펙트럼선을 항성 분류의 일종으로서 사용하였으며, 같은 성단에 소속된 항성의 겉보기등급은 항성 절대등급의 순서와 같기 때문에 러셀의 도표는 실질적으로 광도와 온도를 비교한 도표였다. 현재에도 성단까지의 거리나 성단의 광도를 측정하지 않고 성단의 항성을 표시하기 위해 이러한 도표를 사용하기도 한다. 헤르츠스프룽 또한 비슷한 도표를 작성하고 있었지만, 도표가 처음으로 출판된 것은 1911년이었다. 헤르츠스프룽의 도표 또한 성단에 소속된 항성의 겉보기등급을 사용하였다.
러셀의 초기 (1913년) 도표에서는 헤르츠스프룽이 찾았던 안토니아 모리의 거성, 당시 시차 측정값이 있던 근방 항성, 히아데스 성단의 항성, 운동성단법을 사용할 수 있던 운동성단 일부 항성이 포함되었다.

## 도표 형태
헤르츠스프룽-러셀 도표는 여러 형태가 있으며, 명명법 또한 명확하게 정의되어 있지 않다. 모든 도표 형식은 광도가 큰 별이 위로, 온도가 높은 별이 왼쪽으로 가게끔 정의되어 있다.
처음 제시된 원본 도표에서는 가로축에 항성의 분광형을, 세로축에 절대등급을 표기했다. 분광형은 수치로 주어지는 값은 아니지만, 분광형의 순서는 항성의 표면 온도를 반영하는 단조함수로서 기능한다. 현대에 사용하는 도표에서는 분광형을 색지수(20세기 중반, B-V를 주로 사용)로 대체하여 사용한다. 보통 이러한 형태를 관측 헤르츠스프룽-러셀 도표(Observational Hertzsprung–Russell diagram)나 색등급도(色等級圖, Color-magnitude diagram)라고 부르며, 관측 분야에서 주로 사용한다. 성단처럼 거리 지수가 존재할 정도로 항성 간의 거리 차이가 크지 않은 경우, 색등급도의 세로축을 겉보기등급으로 교체하여 성단 내 항성을 설명하기 위해 사용하기도 한다. 러셀이 절대등급을 측정한 모든 항성의 데이터를 모으기 몇 년 전, 헤르츠스프룽과 로젠버그는 히아데스나 플레이아데스 성단처럼 근방의 산개성단을 관측하여 최초의 색등급도를 만들었다.
항성구조와 항성진화의 이론적 값을 이용하여, 항성의 유효온도와 광도를 로그 눈금 형태로 표기하는 형식도 있으며, 위의 관측 값과 일치하는 모습을 보인다. 이러한 형태를 이론 헤르츠스프룽-러셀 도표(Theoretical Hertzsprung–Russell diagram)나 온도-광도 도표(Temperature-luminosity diagram)라 부르지만, 두 번째 용어는 별로 사용하지 않는다. 이 형식에서는 온도를 고온에서 저온 순으로 작성하여, 관측 형태와 비교하기 쉽게끔 한다.
두 도표의 형식은 유사하지만, 천문학계에서는 둘 사이에 명확한 구분을 두는데, 이는 두 형식 간의 변환이 그리 간단하지 않기 때문이다. 유효온도와 색상 간의 변환은 색-온도 관계가 필요한데, 항성의 성질이나 자전 속도가 필요해 계산하는 것이 어렵다. 광도나 절대복사등급을 가시광 대역의 절대등급이나 겉보기등급으로 변환하기 위해서는 복사 변환이 필요한데, 색-온도 관계와 원천적으로 다르기도 하다. 또한 천체까지의 거리(거리 지수)와 색 및 등급 영역에서의 소광 효과까지 알아야 한다. 항성진화의 이론값을 관측값으로 완벽히 변환하기 위해서는 불확정성이 매우 크다.

## 해석

불안정띠를 강조한 도표.

항성 대부분은 도표 상의 가운데 선인 주계열에 위치한다. 주계열에 있는 항성은 중심핵에서 수소 핵융합을 일으킨다. 항성은 수평거성열에 두 번째로 많으며, 여기서는 핵에서 헬륨 핵융합이, 핵 주변에서 수소 핵융합이 일어난다. 분광형 A5와 G0, 절대등급 +1과 -3 사이(주계열 맨 위와 수평거성열 사이)에는 헤르츠스프룽빈틈이 있다. 헤르츠스프룽빈틈 왼편은 불안정띠라 부르며, 거문고자리 RR형 변광성이 위치한다. 불안정띠의 광도가 높은 지역에는 세페이드 변광성이 있다.
헤르츠스프룽-러셀 도표는 성단이나 은하가 지구에서 얼마나 떨어졌는지 가늠하는 척도로 사용할 수도 있다. 성단의 겉보기등급을 거리를 알고 있는 성단의 절대등급과 비교하면 추정 대상 성단과의 등급 차이를 알 수 있으며, 이 값이 거리 지수가 되어 (소광을 무시할 때) 거리를 정확히 측정할 수 있다. 이 방법을 주계열맞추기라 부르며, 분광시차의 일종이다. 주계열의 꺾이는 부분이나 적색거성가지의 첨단부를 사용할 수 있다.

### 가이아 위성에서 작성한 도표
유럽 우주국의 가이아 위성의 자료로 작성한 도표에서는 기존에 밝혀지지 않았거나, 존재를 추정만 했던 부분이 밝혀졌다. 주계열의 M형 왜성에 나타나는 틈을 발견하였으며, 적색왜성의 핵이 부분적인 대류에서 전체적인 대류로 변화하는 부분이라고 추정하고 있다. 백색왜성 부분에서는 대기 성분이 수소인지 헬륨인지에 따른 두 집중 부분이 존재했다. 세 번째 집중 부분은 백색왜성의 핵이 결정화되며, 에너지를 방출해 냉각을 늦추기 때문으로 설명한다.

## 항성물리학의 발전

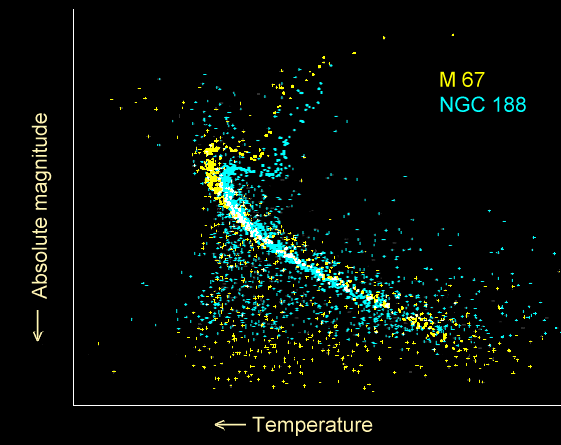
산개성단 M67과 NGC 188의 헤르츠스프룽-러셀 도표로, 성단의 나이에 따라 주계열이 꺾이는 지점이 달라지는 것을 보여준다.

헤르츠스프룽-러셀 도표가 처음 발표된 후 도표를 사용해 항성진화를 표시하려는 천문학자들이 일부 존재했다. 초기에는 주로 항성이 자체 중력으로 빛을 내는 켈빈-헬름홀츠 기작을 통해, 거성에서 주계열을 따라 내려가 왜성이 될 것으로 추정했는데, 이를 기반으로 계산하면 태양의 수명은 몇천만 년밖에 되지 않아, 지구의 나이를 더 길게 계산한 생물학계 및 지질학계에서 논란이 되었으며, 1930년대 항성의 에너지원이 핵융합임이 밝혀짐에 따라 논란이 해소되었다.
1912년 왕립천문학회에서 러셀이 도표를 발표한 후, 아서 스탠리 에딩턴은 도표를 항성물리학의 기반으로 사용하는 구상을 진행했다. 에딩턴은 1926년 저서 "항성의 내부구조"에서 도표에 있는 항성의 내부 물리 기작을 설명했는데, 이후 핵융합의 발견을 예측하였고, 항성의 에너지원이 수소를 헬륨으로 연소시키며 발생하는 에너지라고 정확히 주장하였다. 당시 항성의 에너지원은 여전히 불명이었기 때문에, 상당히 직관적인 추론이었다. 핵융합의 존재 자체는 증명되지도 않았었고, 항성 구성성분의 대부분이 수소임도 밝혀지지 않았었다. 에딩턴은 항성 내 열복사의 열역학에 집중함으로서 이 문제를 회피하였다. 에딩턴은 왜성은 일생 동안 주계열에서 비교적 가만히 위치를 유지한다고 추정하였다. 1930년대와 1940년대 수소 핵융합이 밝혀지며 거성이 폭발하여 백색왜성이 된다는 이론이 등장하였다. 1954년 프레드 호일은 초신성이 일어나는 항성에서의 핵융합을 설명하기 위해 초신성 핵합성이라는 용어를 사용하였다. 고전역학과 양자역학을 통해, 헤르츠스프룽-러셀 도표상에서 항성의 이동 경로를 표시할 수 있게 되었으며, 항성의 분석 건수가 증가하고 여러 수학적 이론이 등장함에 따라, 희귀하고 이례적인 경우 또한 계속 추가되고 있다.

## 같이 보기
- 점근거성열
- 은하 색등급도
- 하야시경로
- 헤니에이경로
- 헤스 다이아그램
- 레드클럼프
- 항성분류
- 적색거성가지의 첨단부